# Colin Masters
Pour les articles homonymes, voir Masters.
Colin Louis Masters (né le 5 février 1947 à Perth, en Australie occidentale) est un neuropathologiste australien qui étudie la maladie d'Alzheimer et d'autres troubles neurodégénératifs. Il est professeur lauréat de pathologie à l'Université de Melbourne,.

## Carrière
Masters a étudié la médecine à l'Université d'Australie-Occidentale. Il a opté pour une année supplémentaire d'études pré-médicales en 1967, qu'il a passées à faire des recherches en neuropathologie, et a obtenu son diplôme MBBS en 1970. Il a obtenu son doctorat en neuropathologie médicale en 1977 après avoir obtenu des bourses de recherche à l'Université d'Australie-Occidentale et au Massachusetts General Hospital. Après des postes de scientifique invité à l'Institut national des troubles neurologiques et des accidents vasculaires cérébraux (en) et de boursier Humboldt à l'Université de Heidelberg, il est retourné en Australie-Occidentale et à l'hôpital royal de Perth (en) en 1981 en tant que clinicien-chercheur. En 1989, il a déménagé à l'Université de Melbourne où il a passé le reste de sa carrière en tant que pathologiste consultant et professeur de pathologie, devenant professeur lauréat en 2002 et pendant six ans doyen associé de la recherche à la faculté de médecine et de médecine dentaire.

## Réalisations scientifiques
Masters et son ancien collègue de Heidelberg Konrad Beyreuther (en) ont été les premiers à caractériser la protéine amyloïde qui forme les plaques cérébrales observées dans la maladie d'Alzheimer (MA) et le Syndrome de Down (DS, également connue sous le nom de trisomie 21). Connu sous le nom de bêta-amyloïde (Aβ), ce peptide est dérivé de la protéine précurseur de l'amyloïde (APP), qui a ensuite été cartographiée dans la région du chromosome 21 qui est altérée dans le DS. L'idée que Aβ cause la MA, appelée hypothèse amyloïde (en), a gagné en force grâce aux études génétiques qui ont retracé les formes familiales de la maladie jusqu'aux variations du gène APP. Masters est devenu un éminent partisan de l'hypothèse amyloïde, développant des stratégies pour les traitements anti-Alzheimer qui suppriment les enzymes bêta-sécrétase et gamma-sécrétase (en) qui clivent l'APP pour former Aβ, ou modifient les interactions entre les ions métalliques et Aβ qui sont importants pour ses effets toxiques. Malgré deux décennies de recherche intensive, cependant, ces approches n'ont pas produit de médicaments utiles.

## Prix et distinctions
Masters et Beyreuther ont tous deux reçu le prix de recherche Max-Planck en 1991. Ils ont également remporté conjointement le prix Potamkin et le prix Zülch (de). En 1997, ils ont reçu le Prix international Roi-Fayçal de médecine, avec James F. Gusella (en), pour leurs contributions à la compréhension des maladies neurodégénératives. Masters a remporté la médaille Florey en 2002. En 2006, il a reçu le Grand Hamdan International Award for Medical Sciences dans le domaine de la pathologie moléculaire et cellulaire des troubles neurologiques. Il a également reçu un prix pour l'ensemble de ses réalisations en recherche sur la maladie d'Alzheimer de l'Alzheimer's Association (en). Il est membre de l'Académie australienne des sciences, du Collège royal des pathologistes d'Angleterre et du Collège royal des pathologistes d'Australie. Il a été élu membre de l'Académie australienne des sciences de la santé et de la médecine (FAHMS) en 2015. Il est docteur honoris causa en lettres de l'Université d'Australie occidentale (2008). Il a été nommé Officier de l'Ordre d'Australie à l'occasion du Jour de l'Australie 2017.